# World Baseballエンタテイメント たまッチ!
『World Baseballエンタテイメント たまッチ!』（ワールド・ベースボール・エンタテインメント たまっち）は、フジテレビで2007年より不定期に放送されている野球を専門としたスポーツバラエティ番組。

## 概要
出演者がシーズンごとに野球界での出来事を振り返ってトークしたり、選手の言葉を特集したり、ロケ映像を紹介するスポーツ番組である。2024年までは“番組リーダー”としてMCを担当していた中居正広を中心に番組を進行していた。

## 出演者

### レギュラー出演者
- アンタッチャブル
  - 山崎弘也
  - 柴田英嗣（2007年3月 - 2008年3月、2020年3月17日 - ）
- 元木大介（2007年 - 2018年11月11日：顧問レポーター[1]、2024年3月29日 - ）
- アシスタント:間瀬遥花（2022年2月25日 - ）9代目アシスタント[2]

### 過去の出演者
- リーダー：中居正広（第1回～81回）[3]
- アシスタント
  - Mie（2007年3月 - 2008年3月）[4]初代アシスタント
  - 有村実樹（2008年6月 - 2008年11月）2代目アシスタント
  - Nanami（2009年3月 - 2010年1月）3代目アシスタント
  - トリンドル玲奈（2010年3月 - 2014年11月）4代目アシスタント
  - 橋本奈々未（当時乃木坂46、2015年4月 - 2016年8月）[5]5代目アシスタント
    - 生駒里奈（当時乃木坂46、2016年11月13日）※橋本の臨時MC[6]

  - 板野友美（2017年4月4日 - 12月）6代目アシスタント
  - 今田美桜（2018年4月9日 - 2019年12月）7代目アシスタント
  - 福岡みなみ（2020年3月17日 - 12月）8代目アシスタント
  - フジテレビアナウンサー（斉藤舞子、遠藤玲子、三田友梨佳、鈴木唯）
- 育成枠：岡田圭右（ますだおかだ、第19回・第21回〜第23回）[7]
- MLBジャーナリスト：AKI猪瀬（第31回）

## 放送日時

### 2007年
第1回
- フジテレビジョン 、仙台放送 2007年3月25日 24:15-25:30
- 北海道文化放送 2007年3月23日 25:45-27:00
- 関西テレビ放送 2007年4月1日 24:15-25:30
- テレビ新広島 2007年4月1日 25:15-26:30

第2回
- フジテレビ 2007年5月7日 25:10-26:30
- 関西テレビ 2007年5月7日 25:50-27:10

第3回
- フジテレビ 2007年6月4日 25:25-26:25
- 関西テレビ 2007年6月9日 26:05-27:05

第4回
- フジテレビ 2007年8月13日 25:10-26:10

第5回
- フジテレビ 2007年10月8日 24:35-25:35

第6回
- フジテレビ 2007年11月4日 25:10-26:30

第7回「清原＆桑田にあの人も!?中居君チョ～感動の90分SP」
- フジテレビ 2007年12月30日 15:00-16:30
- 北海道文化放送 2008年1月13日 12:00-13:35

### 2008年
第8回
- フジテレビ 2008年3月24日 25:50-26:50

第9回
- フジテレビ 2008年6月1日 25:00-26:00
- 関西テレビ 2008年6月29日 25:05-26:05

第10回
- フジテレビ 2008年8月31日 25:00-26:00

第11回
- フジテレビ 2008年10月12日 25:32-26:35

第12回
- フジテレビ 2008年11月16日 25:00-26:00

### 2009年
第13回
- フジテレビ 2009年3月29日 24:55-26:10
- 関西テレビ 2009年4月2日 24:35-25:50

第14回
- フジテレビ 2009年6月28日 25:00-26:00

第15回
- フジテレビ 2009年8月9日 25:25-26:25

第16回
- フジテレビ 2009年10月11日 24:55-25:55

第17回
- フジテレビ 2009年11月23日 25:10-26:10

### 2010年
第18回「新春特番 中居正広&アンタッチャブル究極のアメリカぶら〜り旅 〜伝説の衝撃映像も一挙大放出SP〜」
- フジテレビ、仙台放送 2010年1月9日 14:30-15:30
- 石川テレビ 2010年2月7日 24:40-25:40

第19回
- フジテレビ 2010年3月22日 26:00-27:00
- 北海道文化放送 2010年4月10日 25:55-26:55

第20回
- フジテレビ 2010年5月16日 26:15-27:15

第21回「中居正広&アンタ山崎究極の沖縄ぶら〜り旅」
- フジテレビ 2010年7月24日 13:00-13:55

第22回
- フジテレビ 2010年10月3日 25:25-26:25

第23回
- フジテレビ 2010年11月28日 25:05-26:05

第24回「たまッチ!プレゼンツ プロ野球珍プレー好プレー大賞 完全復活祭!あの伝説の珍も甦る 〜中居君も思わず笑っちゃいますSP〜」
- フジテレビ、福島テレビ、高知さんさんテレビ 2010年12月29日 17:00-18:00
- テレビ西日本 2010年12月30日 17:00-18:00
- 関西テレビ 2011年2月19日 16:25-17:20

### 2011年
第25回
- フジテレビ 2011年3月28日 24:35-25:35
- 関西テレビ 2011年4月10日 25:55-26:55
- 北海道文化放送 2011年4月11日 25:10-26:10

第26回
- フジテレビ 2011年5月15日 25:05-26:05
- 北海道文化放送 2011年5月20日 25:50-26:50

第27回
- フジテレビ 2011年8月7日 25:05-26:05
- 北海道文化放送 2011年8月21日 24:45-25:45

第28回
- フジテレビ 2011年12月2日 25:05-26:05
- 東海テレビ 2012年1月9日 25:35-26:35

第29回「たまッチ!プレゼンツプロ野球珍プレー好プレー大賞2011 中居君と一緒に大笑い!!ハッピーメリー（珍）クリスマス」
- フジテレビ、仙台放送 2011年12月25日 13:30-14:25
- 東海テレビ 2012年1月9日 26:35-27:35
- 北海道文化放送 2012年1月14日 13:00-13:55 ※字幕放送も実施。

### 2012年
第30回
- フジテレビ 2012年3月12日 25:05-26:05
- 東海テレビ 2012年3月23日 25:25-26:25
- 北海道文化放送 2012年3月28日 25:20-26:20
- テレビ西日本 2012年4月14日 13:00-14:00

第31回
- フジテレビ系列26局（テレビ大分、テレビ宮崎を除く） 2012年4月15日 24:40-25:40
- テレビ大分、テレビ宮崎 2012年4月15日 24:50-25:50

第32回
- フジテレビ 2012年6月3日 25:10-26:10
- 東海テレビ 2012年6月10日 24:50-25:50
- 関西テレビ 2012年6月10日 24:55-25:55

第33回
- フジテレビ、仙台放送 2012年8月5日 26:05-27:05
- 東海テレビ 2012年8月12日 24:35-25:35
- 北海道文化放送 2012年9月9日 24:45-25:45

第34回
- フジテレビ 2012年11月18日 13:00-14:00
- 東海テレビ 2012年12月1日 25:45-26:45
- 石川テレビ 2012年12月15日 25:10-26:10
- 北海道文化放送 2012年12月28日 24:35-25:35
- 沖縄テレビ 2012年12月30日 24:55-25:55

第35回「たまッチ!PRESENTS プロ野球珍プレー好プレー大賞2012 年忘れ!超ワイルド（珍）大連発 〜中居君も思わず「ワイルドだろぉ」SP〜」
- フジテレビ、北海道文化放送、秋田テレビ、岡山放送、高知さんさんテレビ、テレビ熊本、鹿児島テレビ 2012年12月30日 13:30-14:30
- 東海テレビ 2012年12月30日 25:30-26:30
- テレビ西日本 2012年12月31日 9:55-10:55
- 新潟総合テレビ 2013年1月19日 25:35-26:35

### 2013年
第36回
- フジテレビ、仙台放送 2013年4月13日 25:42-26:42（「SAナイト」枠）
- 北海道文化放送 2013年4月18日 25:15-26:15
- 関西テレビ 2013年4月20日 25:50-26:50
- 石川テレビ 2013年4月21日 24:55-25:55
- テレビ西日本 2013年4月21日 25:25-26:30
- 東海テレビ 2013年4月21日 26:25-27:25

第37回
- フジテレビ 2013年7月21日 13:00-14:00

第38回
- フジテレビ、仙台放送、長野放送 2013年11月17日 25:10-26:10
- 東海テレビ 2013年11月24日 25:55-26:55
- 北海道文化放送 2013年12月6日 25:45-26:45
- テレビ新広島 2013年12月12日 25:40-26:40

第39回「たまッチ!PRESENTS プロ野球珍プレー好プレー大賞2013 伝説のナレーション完全復活 いつ見るの?いまでしょ!SP〜」
- フジテレビ、北海道文化放送、仙台放送、富山テレビ、岡山放送、テレビ長崎、テレビ熊本、鹿児島テレビ 2013年12月29日 14:30-16:00
- 東海テレビ 2013年12月29日 25:45-27:15
- テレビ西日本 2013年12月31日 14:00-15:30
- 沖縄テレビ 2014年1月16日 24:43-26:18
- さくらんぼテレビ 2014年2月2日 14:30-16:05

### 2014年
第40回
- フジテレビ、北海道文化放送、 仙台放送、福島テレビ、新潟総合テレビ、長野放送、山陰中央テレビ、岡山放送 2014年4月13日 24:40-25:40（「フジバラナイト SUN」枠）
- 東海テレビ 2014年4月13日 24:50-25:50

第41回
- フジテレビ、仙台放送 2014年7月27日 25:10-26:20
- 東海テレビ 2014年7月27日 26:10-27:20
- 北海道文化放送 2014年8月7日 25:25-26:35

第42回
- フジテレビ、仙台放送、長野放送 2014年11月9日 25:10-26:10
- 東海テレビ 2014年11月28日 25:25-26:25

第43回「たまッチ!PRESENTS プロ野球珍プレー好プレー大賞2014 みの復活!対決“伝説珍vs最新珍”32年間の珍TOP20一挙公開SP」
- フジテレビ系列28局 2014年12月31日 12:00-14:00

### 2015年
第44回
- フジテレビ、仙台放送 2015年4月12日 25:50-27:10
- 北海道文化放送 2015年4月26日 12:00-13:30
- 長野放送 2015年4月26日 25:25-26:45
- 石川テレビ 2015年5月3日 16:00-17:20
- 東海テレビ 2015年5月5日 26:20-27:40

第45回
- フジテレビ、仙台放送 2015年8月2日 25:55-26:55
- 北海道文化放送 2015年8月16日 13:55-14:55
- 東海テレビ 2015年9月1日 26:00-27:05

第46回
- フジテレビ、仙台放送 2015年11月8日 25:25-26:25
- 東海テレビ 2015年11月20日 25:55-26:55

第47回「年忘れ2時間SP これが中居くんの野球愛」
- フジテレビ系列28局 2015年12月31日 12:00-13:55

ゲスト：松村邦洋、下柳剛

### 2016年
第48回
- フジテレビ、仙台放送、テレビ静岡、テレビ新広島 2016年4月10日 25:45 - 26:45（「スポーツLIFE HERO'S PLUS」枠）

第49回
- フジテレビ、仙台放送 2016年8月7日 25:45 - 26:45（「スポーツLIFE HERO'S PLUS」枠）

第50回
- フジテレビ、仙台放送 2016年11月13日 25:35 -26:35（「スポーツLIFE HERO'S PLUS」枠）

第51回「たまッチ!Presents 独占!長嶋＆王が夢の共演〜中居正広に全てを語った!あの伝説秘話から球界の未来まで〜」
- フジテレビ系 2016年12月30日 8:30 - 9:50

ゲスト：長嶋茂雄、王貞治、高橋由伸

### 2017年
第52回
- フジテレビ、仙台放送 2017年4月4日 24:25 - 25:25

第53回
- フジテレビ 2017年7月23日 25:55 - 26:55（「スポーツLIFE HERO'S PLUS」枠）

第54回
- フジテレビ 2017年11月19日 25:55 - 26:55（「スポーツLIFE HERO'S PLUS」枠）
- 東海テレビ 2017年11月19日 27:25 - 28:23

第55回「たまッチ!presents 現役選手500人が選んだ本当のベストナイン」
- フジテレビ系 2017年12月30日 12:55 - 13:55

### 2018年
第56回
- フジテレビ 2018年4月8日 26:05 - 27:05（「サンデーMIDNIGHT」枠）

第57回
- フジテレビ 2018年7月29日 25:55 - 26:55（「サンデーMIDNIGHT」枠）

第58回
- フジテレビ、仙台放送 2018年11月10日 25:45 - 26:45（「フジバラナイト SAT」枠）
- テレビ新広島 2018年12月30日 13:25 - 14:25

第59回「年末特別企画!中居正広プレゼンツ 平成もプロ野球ありがとうツアーSP」
- フジテレビ系 2018年12月30日 18:00 - 19:00[10]

ゲスト：高橋由伸（前・読売ジャイアンツ監督）、高橋尚成

### 2019年
第60回
- フジテレビ 2019年4月12日 25:25 - 26:25（「フジバラナイト FRI」枠）

第61回
- フジテレビ 2019年8月4日 25:55 - 26:55（「サンデーMIDNIGHT」枠）

第62回「中居正広の真相究明SP」
- フジテレビ系 2019年12月30日 12:50 - 13:50

ゲスト：里崎智也

### 2020年
第63回
- フジテレビ 2020年3月15日 25:55 - 26:55（「サンデーMIDNIGHT」枠）

第64回
- フジテレビ 2020年8月23日 25:55 - 26:55（「サンデーMIDNIGHT」枠）

ゲスト：里崎智也
第65回
- フジテレビ 2020年12月11日 25:25 - 26:25（「フジバラナイト FRI」枠）

ゲスト：元木大介

### 2021年
第66回「緊急生放送!プロ野球開幕SP」
- フジテレビ 2021年3月27日 15:35 - 17:30（「土曜スペシャル」枠）[11]

ゲスト：佐々木主浩、片岡篤史
試合実況：田淵裕章（フジテレビアナウンサー）
第67回
- フジテレビ 2021年8月29日 26:00 - 27:00（「サンデーMIDNIGHT」枠）

ゲスト：藤川球児、岡田圭右（ますだおかだ）
第68回
- フジテレビ 2021年12月11日 26:15 - 27:15（「フジバラナイト SAT」枠）

ゲスト：元木大介

### 2022年
第69回
- フジテレビ 2022年2月25日 25:25 - 26:25（「フジバラナイト FRI」枠）

ゲスト：山本昌
第70回
- フジテレビ 2022年3月25日 25:35 - 26:35（「フジバラナイト FRI」枠）

ゲスト：五十嵐亮太、つば九郎
第71回
- フジテレビ 2022年8月9日 25:55 - 26:55（「Tナイト」枠）

ゲスト：五十嵐亮太
第72回
- フジテレビ 2022年10月21日 25:55 - 26:55（「フジバラナイト FRI」枠）

第73回
- フジテレビ 2022年11月11日 26:00 - 27:00（「フジバラナイト FRI」枠）

ゲスト：鳥谷敬

### 2023年
第74回
- フジテレビ 2023年3月22日 25:50 - 26:50（「Wナイト」枠）

ゲスト：五十嵐亮太
第75回「侍ジャパン 祝!世界一 人生激変SP」
ゲスト：白井一幸、五十嵐亮太
- フジテレビ 2023年5月5日 13:50 - 
  - 当初は13:50 - 15:45（「+ストリーム!」枠）の予定であったが、放送中の14:42頃に石川県能登地方を震源とする最大震度6強の地震が発生[12]し地震情報に差し替え、そのまま直後の『Live News イット!』につなげたため、全編放送せずに終わった[13]。
- フジテレビ 2023年5月12日 26:55 - 27:55[14]（「フジバラナイト FRI」枠）
  - 地震特番の切り替えにより放送できなかった未放送部分を中心に再編集して放送。

第76回
- フジテレビ 2023年8月5日 25:45 - 26:45

ゲスト：里崎智也
第77回
- フジテレビ 2023年10月26日 25:25 - 26:25

ゲスト：元木大介、ラーズ・ヌートバー
第78回
- フジテレビ 2023年12月6日 25:35 - 26:35（「Wナイト」枠）

ゲスト：元木大介

### 2024年
第79回
- フジテレビ 2024年3月29日 24:55 - 25:55

ゲスト：鳥谷敬
第80回
- フジテレビ 2024年9月14日 15:00 - 16:00（「土曜スペシャル」枠）
- 北海道文化放送 同年9月16日 13:50 - 14:49

ゲスト：石井一久
第81回
- フジテレビ 2024年11月30日 26:05 - 27:05（「フジバラナイト SAT」枠）

ゲスト：元木大介

### 2025年
第82回〜85回
- フジテレビ 2025年3月9・16・23・30日 各日共に24:30 - 25:05

ゲスト：G.G.佐藤

## 番組内容
- あなたに逢いたくて - 引退後の野球選手特集

### 第1回
- 元木大介の大リーグリポート
- アンタッチャブルの国内リポート

### 第5回
- スタジオゲスト：KKコンビ、松坂大輔 ヒーロー3人衆！
- 松井稼頭央が感じた野球の原点
- 星野ジャパンのキーマンを直撃（藤川球児&上原浩治）
- MLB2007サムライ4銃士 激闘の裏側（松井稼、斎藤隆、岩村明憲、桑田真澄）

### 第12回
- '08野球界広告大賞!!
  - 尚、オープニングトークで、2008年度パ・リーグの順位を、「5位福岡ソフトバンクホークス・6位東北楽天ゴールデンイーグルス」とするミスがあった（実際は「5位楽天・6位ソフトバンク」）。

### 第18回
- 元木以外のメンバーがアメリカを探訪
- ゲストにウォーレン・クロマティ、福留孝介、アニマル・レスリーが登場した。
- 電車での移動中は『世界の車窓から』風のVTRになった。
- 過去の名（珍）場面集がアンタチャブルによる新たなナレーションで1～2つCMに入る前に紹介された。
  - 敬遠球を見事打ち返しサヨナラ打にしたクロマティ
  - 暴走した挙げ句、当時ロッテの監督だった金田正一に蹴られる元近鉄バファローズのジム・トレーバー
  - 川崎球場のおじいちゃん先生
  - マスクを被ってスチュワーデスにちょっかいを出す元阪急ブレーブスのアニマル
  - 元ロッテの平沼定晴にバットを投げ、飛び蹴りをする西武時代の清原和博
  - 球審のストライクの真似をして注意される清原・元木・江藤智（2004年）

### 第19回
- ますだおかだの岡田圭右がVTR出演した｡

### 第21回
- 第18回と同じく旅番組的な感じで野球要素は薄かった。

- 中居＆山崎＆トリンドルで沖縄をぶらり旅
  - Tシャツショップ、沖縄料理店、興南高校探訪
  - 佐々木主浩が経営するスポーツジム
  - 周富徳ジャッジの中華料理対決
  - 中居、山崎、元木、デニー友利、佐々木の野球対決
- また岡田、元木、山田親太朗、具志堅用高、フジテレビ女子アナで35年ぶりの沖縄でのプロ野球開催を盛り上げに行くという趣旨の内容

### 珍プレー好プレー大賞2010
- アンタッチャブルの山崎と伊藤利尋アナウンサーのナレーションで、単体番組としては5年ぶりに『プロ野球珍プレー・好プレー大賞』が復活した。
- ゲストには、清原和博（解説者）、今江敏晃（千葉ロッテマリーンズ）、前田健太（広島東洋カープ）、中田翔（北海道日本ハムファイターズ）を迎えた。
- フジテレビでの珍プレー集の放送は、2010年2月に『ジャンクSPORTS』内で放送されて以来約10カ月ぶりである。
- 2010年の珍プレー集が20分ほど、過去の名作が10分ほど、好プレー集が2分ほど放送され、珍プレー大賞には今江が選ばれた。

### 第38回
- 日米プロ野球をプレイバック
- キューバの至宝グリエルに自宅を突撃訪問
- ザキヤマがカープ女子の実態に迫る
- 新シリーズ The legendはベーブ・ルースを大特集

### 第51回 独占!長嶋&王が夢の共演〜中居正広に全てを語った!あの伝説秘話から球界の未来まで〜
- インタビューゲストに長嶋茂雄（読売ジャイアンツ終身名誉監督）と王貞治（福岡ソフトバンクホークス球団会長）、高橋由伸（読売ジャイアンツ監督）が出演し、中居が巨人V9時代やプロ野球の現在と未来についてなどの話を聞く[15]。なお、中居と長嶋・王との対談の模様は帝国ホテルにて収録された。

### 第52回 祝!プロ野球&MLB開幕
- キャンプ名物ザキヤマCHECK!

正直 俺のたまッチ!かすっていきましたよ 俺のたまッチ!ザキヤマ 過去最大のピンチ!? 
- ともちんによる“マエケン体操”で・・・見た事ない!見た事ない!こんなマエケンさん見た事ない!!
- WBC侍ジャパンの勇姿をもう1度

## スタッフ
第52回現在
- 制作協力：ジャニーズ事務所
- イラストレーター：坂井永年
- 構成：天野敏宏
- TD：石井隆志
- CAM：山下剛
- 照明：渡辺啓史
- VE：横井甲児
- AUD：吹野真穏
- 美術プロデューサー：副島翔太郎
- デザイン：斎田崇史
- 美術進行：谷元沙紀
- 編集：檜山勉 、 真壁一郎
- MA：民 幸之助
- 音響効果：横川優子
- 技術協力：IMAGICA、東京フィルム・メート
- 衣装協力は、割愛。
- 写真提供 : 日刊スポーツ/アフロ
- 映像提供：MLB2017、日本野球機構
- 広報：小中ももこ
- TK：江守 紀代子
- デスク：杦本亜紀
- AD：中島悠
- ディレクター：福田和也、山田圭祐、藤田真弘、坂詰修、川上広和
- プロデューサー：吉田博章
- 制作著作：フジテレビ

第51回現在
- 制作協力：オフィス エヌ、ジャニーズ事務所
- イラストレーター：坂井永年
- 構成：天野敏宏
- TD：石井隆志（以前はCAM）
- CAM：山下剛
- LD：渡辺啓史
- VE：横井甲児
- AUD：吹野真穏
- 美術プロデューサー：副島翔太郎（以前は美術制作）
- デザイン：斎田崇史
- 美術進行：谷元沙紀
- 編集：檜山勉
- MA：土屋信
- 音響効果：横川優子
- 技術協力：IMAGICA、東京フィルム・メート、Beat international
- 映像提供：日本野球機構、読売巨人軍、福岡ソフトバンクホークス
- 広報：小中ももこ
- TK：鈴木杏奈
- デスク：杦本亜紀（以前はAD）
- AD：中島悠
- ディレクター：藤田真弘、坂詰修、福田和也、赤沼英輔
- アドバイザー：鈴木カッパ
- プロデューサー：吉田博章
- 制作著作：フジテレビ

第50回以前
- TD：障子川雅則、田原健二、先崎聡
- CAM：大野勝之、植松賢一
- AUD：藤田勝巳、佐藤浩一
- 美術制作：阿部知宏
- デザイン：斎田崇史
- 美術進行：足立和彦
- 大道具：石井一之介
- アクリル装飾：橋本順
- 電飾：石田俊一
- 編集：吉川豪、平賀雄貴
- MA：民幸之助、伊藤一馬
- メイク：山田かつら
- 技術協力：八峯テレビ（現・フジ・メディア・テクノロジー（fmt））
- 映像提供：MLB、中日ドラゴンズ、ヤクルト球団、阪神タイガース、広島東洋カープ、横浜DeNAベイスターズ、北海道日本ハムファイターズ、西武ライオンズ、オリックス野球クラブ、楽天野球団、千葉ロッテマリーンズ
- 編成：大辻健一郎、清水泰貴、大坊雄二、鈴木はるか、門脇寛至
- TK：江守紀代子、小島陽子
- AD：苅谷俊介、田中裕一郎、江藤修平
- ディレクター：古市健二、千田良一、横井沙織、萩谷俊介
- 制作協力：北海道文化放送、仙台放送、東海テレビ放送、関西テレビ放送、テレビ新広島、テレビ西日本